# Cristo flagelado recogiendo su túnica (Zurbarán)
Cristo flagelado recogiendo su túnica, o Cristo recogiendo su vestiduras después de la flagelación es un lienzo realizado por Francisco de Zurbarán. Pertenece a su última etapa madrileña y representa un tema inédito en su corpus artístico.

## Tema de la obra
Según Martín S. Soria, esta obra representa el lavatorio previo a la última cena, cuando Jesús por humildad lava los pies a sus discípulos, pero la angustia del rostro de Jesús y su boca entreabierta, desmienten esta afirmación. La escena de Cristo recogiendo sus vestiduras debió de suceder después del episodio de la flagelación, tras el motivo conocido en la iconografía cristiana como el Cristo en la columna, y antes de su presentación al pueblo por Pilatos, o ecce homo, pero no está descrito en los Evangelios canónicos. Este episodio está extraído de algunas meditaciones sobre la pasión de Cristo, concretamente de las de los místicos jesuitas Diego Álvarez de Paz y Luis de la Puente, en las que se explicaba que Jesús recogió sus vestiduras después de la flagelación, a causa del pudor. María de Jesús de Ágreda —contemporánea de Zurbarán— comenta: «A más de los dolores del cuerpo, fueron inefables los que sufrió su purísima alma al presentarse desnudo [...] Los mismos verdugos [...] le mandaron se vistiese luego de su túnica que le habían quitado».
Aunque los cuatro evangelistas no coinciden totalmente en el orden de los hechos y no hablan propiamente de flagelación, esta escena debió de suceder en el pretorio de Jerusalén —gobernado por Poncio Pilato— y los versículos que mejor lo refieren son Mt. 27:26-31 y Mc 15:15-20.

## Descripción
Datos técnicos y registrales
- Jadraque (Guadalajara), iglesia parroquial.
- Pintura al óleo sobre lienzo; 167 x 107 cm; fecha de realización: 1661;
- Catalogado por Odile Delenda con el número 282 y por Tiziana Frati con el número 492;[6]
- Firmado y fechado en una cartela, abajo a la izquierda: Franco de zurbaran/1661.[7]
- Restaurado por María de Mar González González.[8]

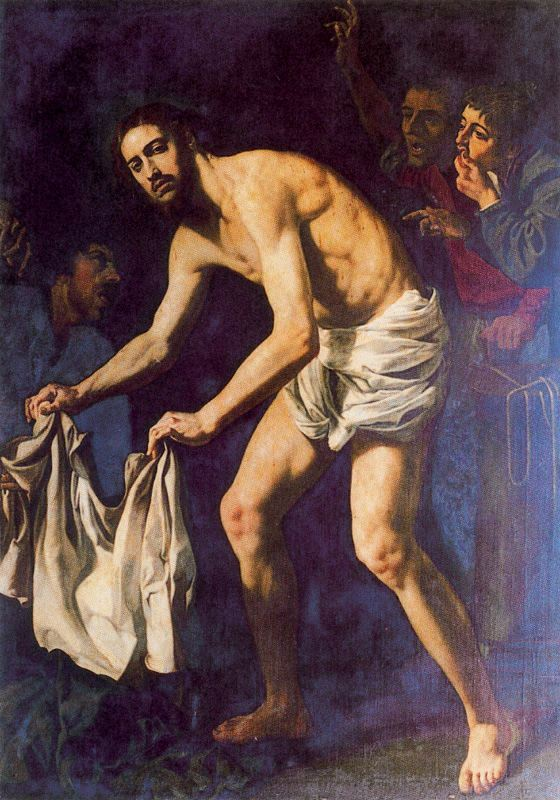
Cristo recogiendo sus vestiduras, de Jerónimo Jacinto de Espinosa

### Análisis de la obra
Esta obra refleja varias de las características de la última etapa de Zurbarán, en la que sus obras transmiten una gran melancolía con la que renuncia a las grandes composiciones y la opción por un colorido general ocre-rosáceo. También característicos de estos años son los plegados de las telas, con los picos que forman tanto el perizonium como la túnica en el suelo, de color carmesí-malva. El modelo para la figura tal vez fue una escultura manierista, puesto que su canon es esbeltísimo. El estudio anatómico está poco logrado, ya que Zurbarán nunca destacó en este aspecto.
En un cuadro de Jerónimo Jacinto Espinosa sobre el mismo tema —pintado pocos años antes— algunos personajes muestran su compasión hacia Jesús, mientras que en el presente lienzo de Zurbarán, su soledad resulta aún más conmovedora. La figura ocupa todo el lienzo, emergiendo del fondo oscuro y desnudo, fundiéndose en él. Las marcas de la violencia de la flagelación se limitan a unas pequeñas gotas de sangre en la espalda. Jesús mira hacia el espectador, con una expresión de dolor que inspira sentimientos de recogimiento y piedad al espectador del cuadro. Su rostro es muy bello, destacando los cabellos negros enmarcando su rostro, que muestra una expresión dolorida, abriendo la boca como si quisiera establecer un diálogo entre sus sufrimientos y el espectador. El cuadro está bastante gastado en su parte inferior, por lo cual los pies parecen poco conseguidos.